# Hedlundsoxel
Hedlundsoxel, Sorbus hedlundii är en rosväxtart som beskrevs av Camillo Karl Schneider. Hedlundsoxel ingår i släktet oxlar, och familjen rosväxter. Inga underarter finns listade i Catalogue of Life. Den har sitt ursprung i Himalaya.